# Trois Noisettes pour Cendrillon
Pour plus de détails, voir Fiche technique et Distribution.
Trois Noisettes pour Cendrillon (Drei Haselnüsse für Aschenbrödel en allemand, Tři oříšky pro Popelku en tchèque) est un film germano-tchécoslovaque réalisé par Václav Vorlíček, sorti en 1973,,.

## Synopsis
Cendrillon vit sous le même toit que sa belle-mère et sa fille qui la maltraitent et l'obligent à faire des tâches ingrates. Elle commence à en avoir assez de cette vie, et un jour, dans un bois, elle rencontre un prince… Le film présenté une Cendrillon moderne, une jeune fille actrice de son destin, qui tire à l'arbalète et fait du cheval comme un garçon.

## Fiche technique
Sauf indication contraire, les informations mentionnées dans cette section peuvent être confirmées par la base de données cinématographiques IMDb,  présente dans la section « Liens externes ».
- Titre français : Trois Noisettes pour Cendrillon
- Titre tchèque : Tři oříšky pro Popelku
- Titre allemand : Drei Haselnüsse für Aschenbrödel
- Réalisation : Václav Vorlíček
- Scénario : Božena Němcová, František Pavlíček
- Doublage allemand du scénario : Hannelore Unterberg
- Direction artistique : Bohumil Nový, Werner Zieschang
- Décors : Olin Bosák, Alfred Thomalla
- Costumes : Theodor Pistek, Günter Schmidt
- Maquillage : Otto Banse, Vladimír Petrina, Hannelore Petzold
- Son : Frantisek Fabián
- Photographie : Josef Illík
- Montage :  Miroslav Hájek, Barbara Leuschner
- Musique : Karel Svoboda
- Sociétés de production : Deutsche Film, Studios Barrandov
- Sociétés de distribution : Ustredni Pujcovna Filmu, Arbeitsgemeinschaft der öffentlich-rechtlichen Rundfunkanstalten der Bundesrepublik Deutschland, Columbia Broadcasting System, Westdeutscher Rundfunk
- Pays d'origine :  Tchécoslovaquie,  Allemagne de l'Est
- Langues : Tchèque, allemand
- Format : Couleurs - 1,37:1 - Mono - 35 mm
- Genre : Aventure, drame, fantasy, romance
- Durée : 86 minutes (1 h 26)
- Dates de sorties en salles :
  -  France : 15 octobre 2003
  -  Tchécoslovaquie : 16 novembre 1973
  -  Allemagne de l'Est : 10 mars 1974

## Distribution
- Libuše Šafránková : Cendrillon
- Pavel Trávníček : le prince
- Carola Braunbock : la belle-mère
- Dana Hlaváčová : Dora
- Rolf Hoppe : le roi
- Karin Lesch : la reine
- Vladimír Menšík : Vincek
- Jan Libíček : le précepteur
- Míla Myslíková : la gouvernante
- Vítězslav Jandák : Kamil
- Jaroslav Drbohlav : Vítek
- Helena Růžičková :  Princesse Droběna

## Autour du film
- À chaque Noël, le film est diffusé en Norvège, en Allemagne, en Espagne, en République tchèque, en Slovaquie, en Suisse et en Suède à la télévision[1],[2],[3].
- Les acteurs du film étaient à la fois tchèques et allemands et ils ont tous parlé dans leur langue d'origine. Dans les éditions respectives, ils ont été doublés dans chaque version[1],[2],[3].
- František Pavlíček était nommé sur liste noire par le régime communiste en Tchécoslovaquie à l'époque[4]. Pour le générique, il fut nommé Bohumila Zelenková. Au cours de la production, Václav Vorlícek et Ota Hofman, le directeur de Studios Barrandov, était les seuls à connaître la véritable identité du scénariste.
- La scène où le prince est soulevé par la grosse femme en rouge a été improvisée. Dans cette même scène, Pavel Trávníček qui joue le rôle du prince, était réellement surpris lorsque la séquence est tournée.
- La diffusion du film débute en République socialiste tchécoslovaque avec 400 exemplaires. Pendant longtemps, toutes les projections ont été épuisées.
- Initialement, Václav Vorlíček avait choisi Jana Preissová, pour interpréter Cendrillon, qui a refusé en raison de sa grossesse. Le rôle sera finalement attribué à Libuše Šafránková.

### Lieux de tournage
Le film a été tourné dans les studios Deutsche Film à Babelsberg, dans l'état de Brandenburg et dans les studios Barrandov à Prague.
Plusieurs scènes ont été tournées en Tchécoslovaquie, dans les villes de Klatovy et Železná Ruda, comme au château de Švihov en Bohême de l'Ouest et la forêt de Bohême, ainsi qu'au château de Moritzburg dans l'état de Saxe, en République démocratique allemande.